# Saoirse-Monica Jackson
Saoirse-Monica Jackson (Derry, 24 november 1993) is een Noord-Ierse actrice.

## Biografie
Jackson werd geboren op 24 november 1993 in Derry (Noord-Ierland) als oudste dochter van Ruth en Sean Jackson. Ze groeide op deels in Derry en deels in Greencastle (Ierland), waar haar ouders een dorpscafé uitbaatten. Ze volgde een acteeropleiding aan de Arden School of Theatre in Manchester.
Ze maakte haar acteerdebuut in 2016 in de Britse miniserie The Five. Van 2018 tot 2022 speelde ze een hoofdrol in de Britse sitcom Derry Girls. Deze vertolking leverde haar een nominatie op voor de IFTA Gala Television Award voor "Beste vrouwelijke acteerprestatie".
Jackson is verloofd met de Schotse DJ Hector Barbour, beter gekend onder zijn artiestennaam Denis Sulta.